# Dohrniphora intumescens
Dohrniphora intumescens är en tvåvingeart som beskrevs av Liu 2001. Dohrniphora intumescens ingår i släktet Dohrniphora och familjen puckelflugor. Inga underarter finns listade i Catalogue of Life.